# Мотко (посёлок)
Мо́тко (карел. Muotko) — посёлок в составе Лендерского сельского поселения Муезерского района Республики Карелия Российской Федерации..

## Общие сведения
Расположен на северном берегу озера Мендоярви.

## Памятники истории
Сохраняется памятник истории — Братская могила советских воинов, членов экипажей двух самолётов Р-5 из состава 11-й отдельной авиаэскадрильи ПВ НКВД, погибших в годы Великой Отечественной войны.

## Население
| 2002 | 2009 | 2010 | 2013 |
| ---- | ---- | ---- | ---- |
| 325  | ↘271 | ↘137 | ↘114 |

## Улицы
- ул. Комсомольская
- ул. Лесная
- ул. Мира
- ул. Молодёжная
- ул. Первомайская
- ул. Привокзальная
- ул. Приозерная
- ул. Школьная

## Галерея

Мотко
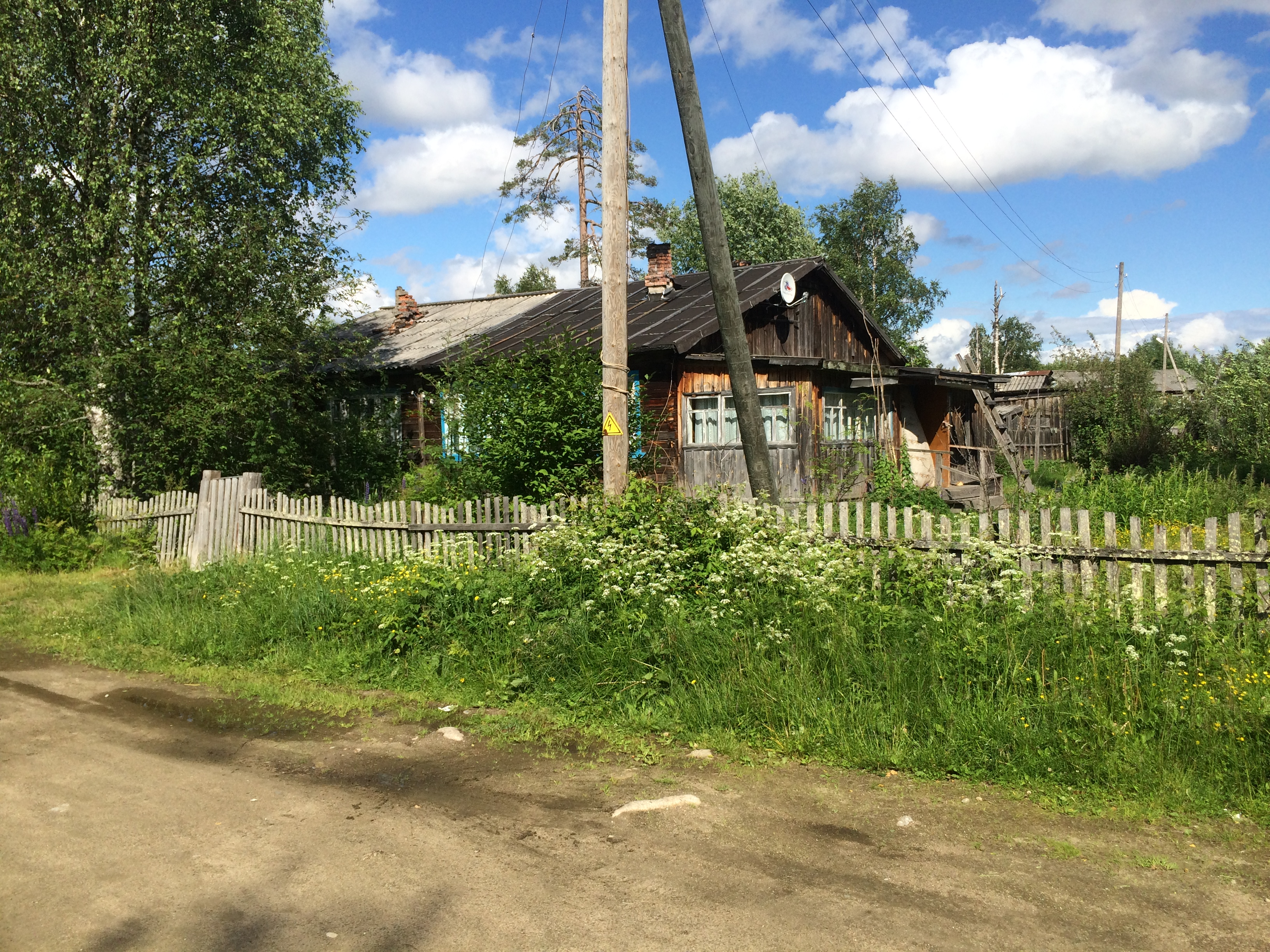
Сельский дом
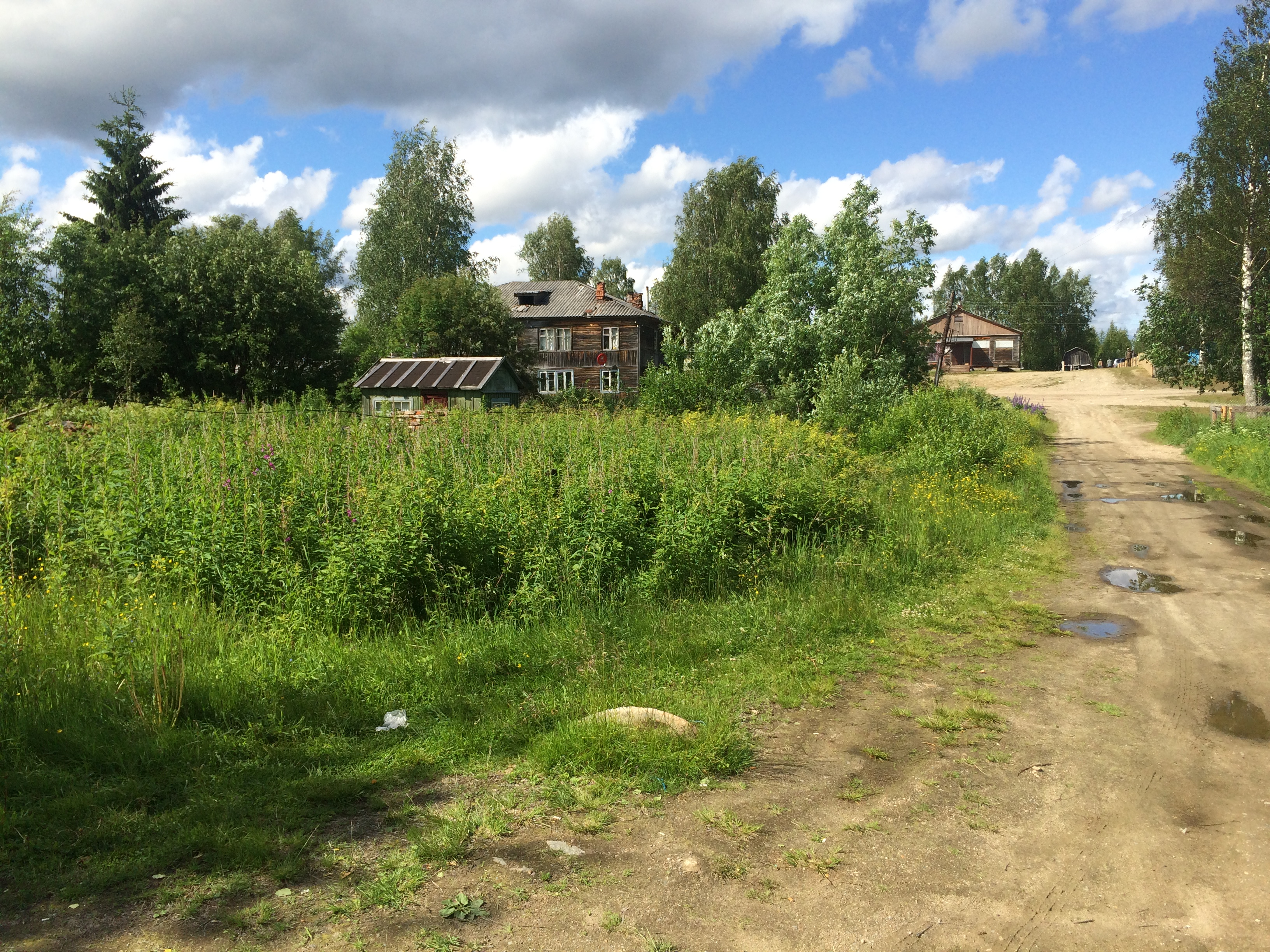
Одна из улиц
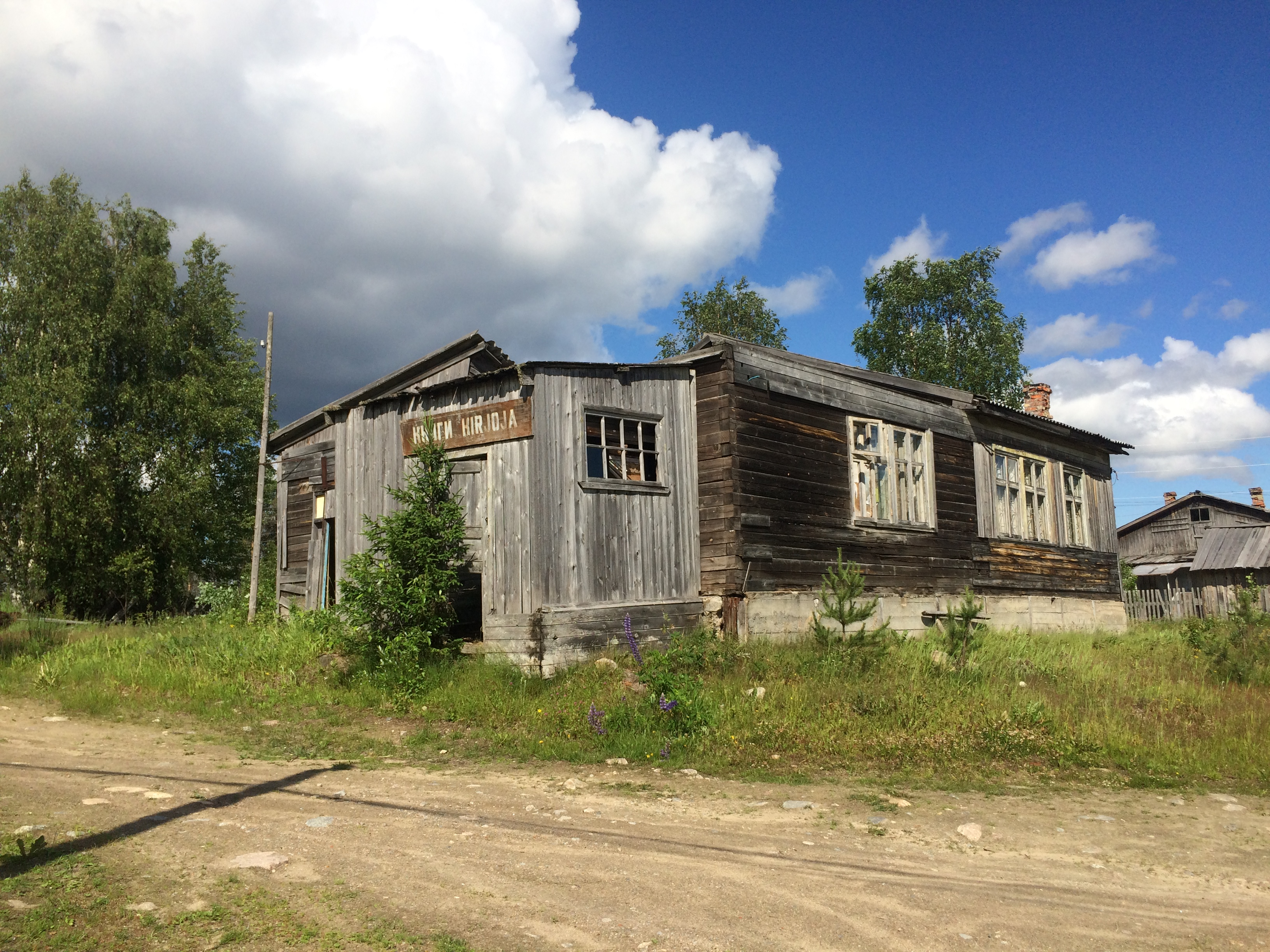
Бывший книжный магазин
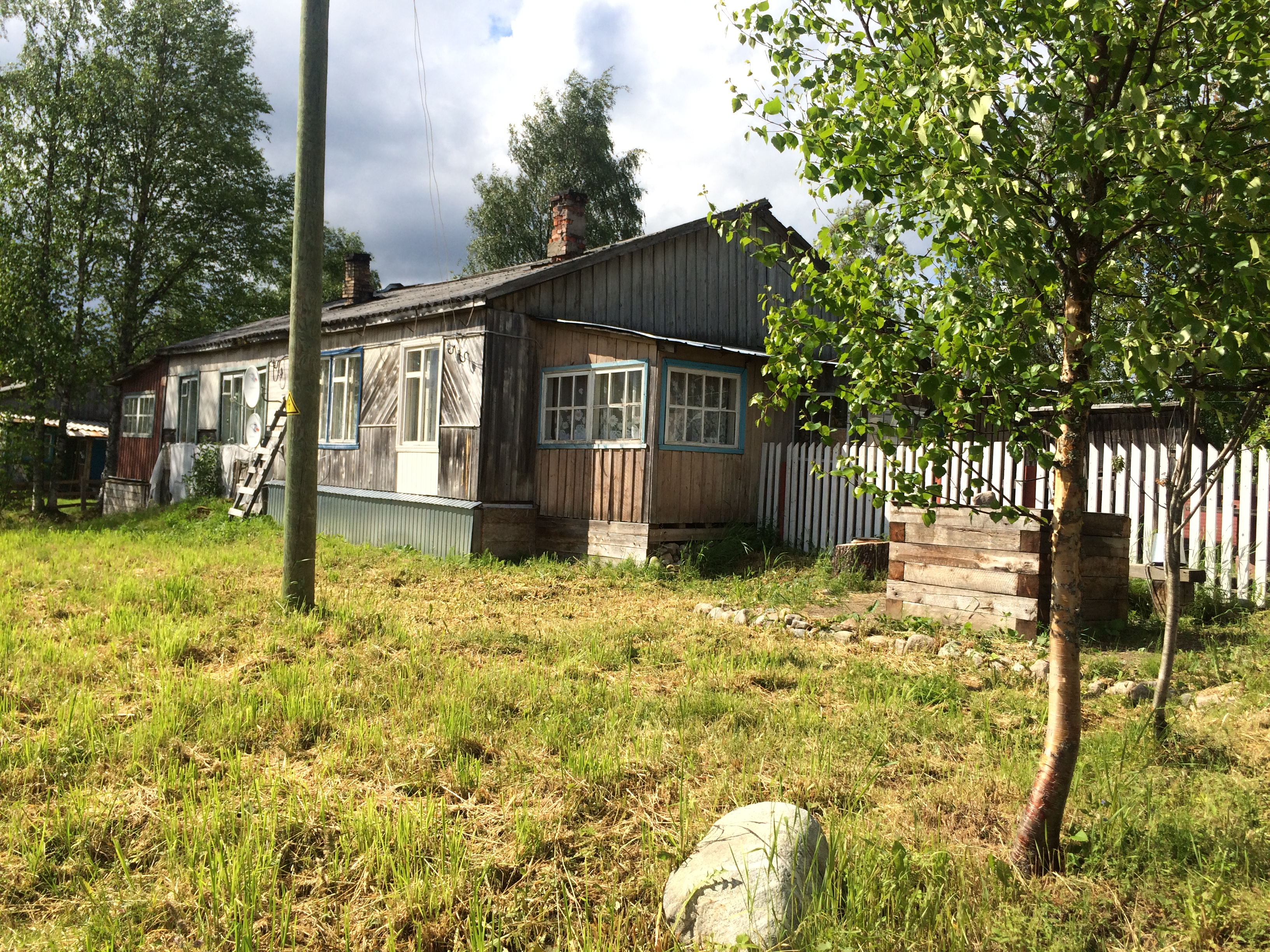
Жилой дом